# Hortense (1803)
L’Hortense est un navire de guerre français, une frégate de 40 canons, en service depuis 1803. En janvier 1805, elle fut envoyée au large de Toulon avec l’Incorruptible pour observer les mouvements de la flotte britannique. Elles attaquèrent un convoi le 4 février, détruisant 7 bateaux. Elles rencontrèrent trois jours plus tard un autre convoi escorté par le sloop de 20 canons HMS Arrow (en) et la bombarde  HMS Acheron. Les deux navires de guerre furent détruits et trois des bateaux du convoi furent capturés.
Sous les ordres du capitaine Delamarre de Lamellerie, elle prit part à la bataille du cap Finisterre, à la bataille de Trafalgar et à la croisière de Lamellerie. En 1814 elle a été renommée Flore.